# Allende longipes
Allende longipes är en spindelart som först beskrevs av Hercule Nicolet 1849.  Allende longipes ingår i släktet Allende och familjen käkspindlar. Inga underarter finns listade i Catalogue of Life.